# 卡尔卡亨特
卡尔卡亨特（西班牙語：Carcagente，巴倫西亞語發音：[kaɾkajˈʃent]）是西班牙巴伦西亚自治区巴伦西亚省的一个市镇，面积59.25平方公里，人口21,753人（2006年）。

## 友好城市
- 法國 塞兹河畔巴尼奥勒